# 게르다 보어만
게르다 보어만(혼전성 부흐(Buch), 독일어: Gerda Bormann, 1909년 10월 23일 ~ 1946년 3월 23일)은 나치 독일의 정치인 마르틴 보어만의 아내이자 아돌프 히틀러의 개인 비서였다.

## 어린 시절
게르다 부흐는 변호사이자 장교인 발터 부흐와 그의 아내 엘제의 네 자녀 중 장녀로 태어났다. 제1차 세계 대전이 끝난 후 그녀의 아버지는 국가사회주의자들과 연락을 취했고 1927년에 NSDAP의 최고 재판관이 되었다. 그들의 부모는 국가사회주의 이념과 반유대주의의 정신으로 아이들을 키웠다.

## 마르틴 보어만과의 결혼
1927년 유치원 교사 교육을 마친 직후, 발터 부흐는 NSDAP의 내부 기관인 NSDAP의 최고 정당 재판소의 의장이 되었고, 그 결과 그는 당의 최고 지도자로 승진했다. 겨우 1년 후, 19세의 게르다 부흐는 국가 사회주의자인 마르틴 보어만을 만났다. 그는 이미 폭행죄로 유죄판결을 받았기 때문에 그녀의 아버지는 마지못해 그 관계를 받아들였다. 1929년 4월, 그녀는 또한 NSDAP에 가입했다. 두 사람은 1929년 9월에 결혼했고 아돌프 히틀러와 루돌프 헤스는 증인으로 일했다.
게르다는 마르틴 보어만과의 사이에서 10명의 자녀를 두었다.

## 정치적 견해
게르다 보어만은 남편의 정치적 견해를 공유했고 그를 지지했다. 그들은 독일 인구의 증가하는 전쟁 손실을 보상하기 위해 고안된 "인기 노트"의 아이디어로 거슬러 올라간다. 게르다 보어만은 근본적으로 새로운 사회질서만이 국가사회주의를 도울 수 있다고 믿었다. 그래서 그녀는 일부일처제를 폐지하고 "국민 노트"를 도입하는 방법을 찾고 있었다. 1944년 2월, 그녀는 국가의 이익을 위해 몇몇 평행한 결혼 관계의 창설을 주장했다. 사회의 모든 남성적이고 위엄 있는 구성원들은 둘 이상의 결혼에 대한 법적 권리를 가져야 한다. 그 여종업원들은 첫 번째 여종업원과 같은 환경에서 살 것이고, 남편은 2주마다 그녀를 방문할 것이다. 동시에, 그녀는 사생아들의 평등을 주장했고 독일어 사용에서 "간통"이라는 단어를 금지하기를 원했다. 1943년에 이미 논의된 법안 초안은 무엇보다도 모든 독일 여성들이 한 남자와 함께 4명의 자녀를 낳도록 의무화해야 한다고 규정했고, 반면에 이 숫자에 도달한 후 다른 여성이 아이를 가질 수 있도록 허용했어야 했다.
게다가, 게르다 보어만은 확신에 찬 반유대주의자였다. 그녀의 교육적 태도는 그녀의 급진적인 남편과 같은 환경에 의해 강화되었다. 남편에게 보내는 편지에서 그녀는 다른 자제심을 버리고 "국제 유대교"를 끊임없이 비난했다.

## 전쟁이 끝난 후
제3제국이 붕괴되기 직전에 게르다 보어만은 남 티롤로 도망쳤고, 그녀의 남편은 베를린에 있는 퓌러엄폐호에 머물렀다. 몇 주 후에 그녀는 위암 진단을 받고 군 병원으로 옮겨졌다. 1946년 3월 23일, 게르다 보어만은 화학요법으로 인한 수은 중독의 결과로 죽었다. 그녀의 아이들은 나중에 보어만의 아이들을 입양한 성직자 테오도어 슈미츠에게 맡겨졌다.

## 참고 문헌
- Anna Maria Sigmund: Die Frauen der Nazis. Verlag Carl Ueberreuter, Wien 2000, ISBN 3-8000-3777-7 und Heyne Verlag, München 2005, ISBN 3-453-60016-9.
- Bormann, Gerda. In: Ernst Klee: Das Kulturlexikon zum Dritten Reich|Das Kulturlexikon zum Dritten Reich. Wer war was vor und nach 1945. S. Fischer, Frankfurt am Main 2007, ISBN 978-3-10-039326-5, S. 68f.